# Liste des moteurs de Maserati Biturbo
 (février 2019).
Si vous disposez d'ouvrages ou d'articles de référence ou si vous connaissez des sites web de qualité traitant du thème abordé ici, merci de compléter l'article en donnant les références utiles à sa vérifiabilité et en les liant à la section « Notes et références ».
Le moteur des Maserati Biturbo a été révolutionnaire. Son but était de déjouer les politiques fiscales automobiles italiennes et européennes. La solution retenue était un petit moteur par la cylindrée, grand par les performances.
Un V6 de 2 000 cm3, inspiré de celui qui équipait la Merak, lui-même inspiré du moteur V8 qui équipait les F1 Maserati (conçu par l'ingénieur Giulio Alfieri), à trois soupapes par cylindre, soufflé par deux petits turbos, 180 ch dans la version initiale à carburateur, 330 ch dans la version finale dans la configuration 2 000 cm3, la plus performante.
Par la suite, ce moteur s'est décliné en 2 500 cm3 et 2 800 cm3.
| Série  | Cylindrée (cm3) | Distribution | Alimentation | Modèles équipés                       | Puissance (ch)    |
| ------ | --------------- | ------------ | ------------ | ------------------------------------- | ----------------- |
| AM 452 | 2 000           | 18 soupapes  | carburateur  | biturbo                               | 180 à 210         |
| AM 453 | 2 500           | 18 soupapes  | carburateur  | biturbo 2500                          | 185 à 196         |
| AM 470 | 2 000           | 18 soupapes  | injection    | Biturbo i                             | 188 à 220         |
| AM 471 | 2 000           | 18 soupapes  | injection    | Si, 2.22S, 2.22SR, 4.18, 4.30, Spyder | 188 à 220         |
| AM 472 | 2 500           | 18 soupapes  | injection    | biturbo 2500i                         | 185 à 196         |
| AM 473 | 2 800           | 18 soupapes  | injection    | 4.30, 222SR, Spyder, Karif            | 225 à 285         |
| AM 475 | 2 000           | 24 soupapes  | injection    | 2.24, 4.24, Spyder                    | 245               |
| AM 477 | 2 800           | 24 soupapes  | injection    | 2.22 4V, 430 4V, Ghibli II            | 286               |
| AM 490 | 2 000           | 24 soupapes  | injection    | Racing, Barchetta Stradale            | 283               |
| AM 495 | 2 000           | 24 soupapes  | injection    | Ghibli II                             | 305               |
| AM 496 | 2 000           | 24 soupapes  | injection    | Ghibli Cup                            | 330               |
| AM 501 | 2 000           | 24 soupapes  | injection    | Barchetta Corsa                       | 315               |
| AM 574 | 2 800           | 24 soupapes  | injection    | Ghibli II GT                          | 281               |
| AM 577 | 2 000           | 24 soupapes  | injection    | Ghibli II Primatist, Cup et Open Cup  | 306, 330 Open Cup |

Tous ces modèles sont des variantes ou des descendantes de Biturbo.
Le moteur Maserati Biturbo a été le premier moteur V6 biturbo jamais fabriqué en série.
La dernière version commerciale de ce moteur affichait plus de 150 ch/L et un couple de 190 N m/L.
Une version V6 de 1 996 cm3 doubles arbres à cames en tête à 36 soupapes a été développée mais n'est jamais entrée en production.
Fort de cette expérience, Maserati a aussi développé un V8 biturbo de 3 200 cm3 de cylindrée, doubles arbres à cames et 32 soupapes, celui qui équipait la Shamal et Quattroporte IV.